# Gà Faverolles

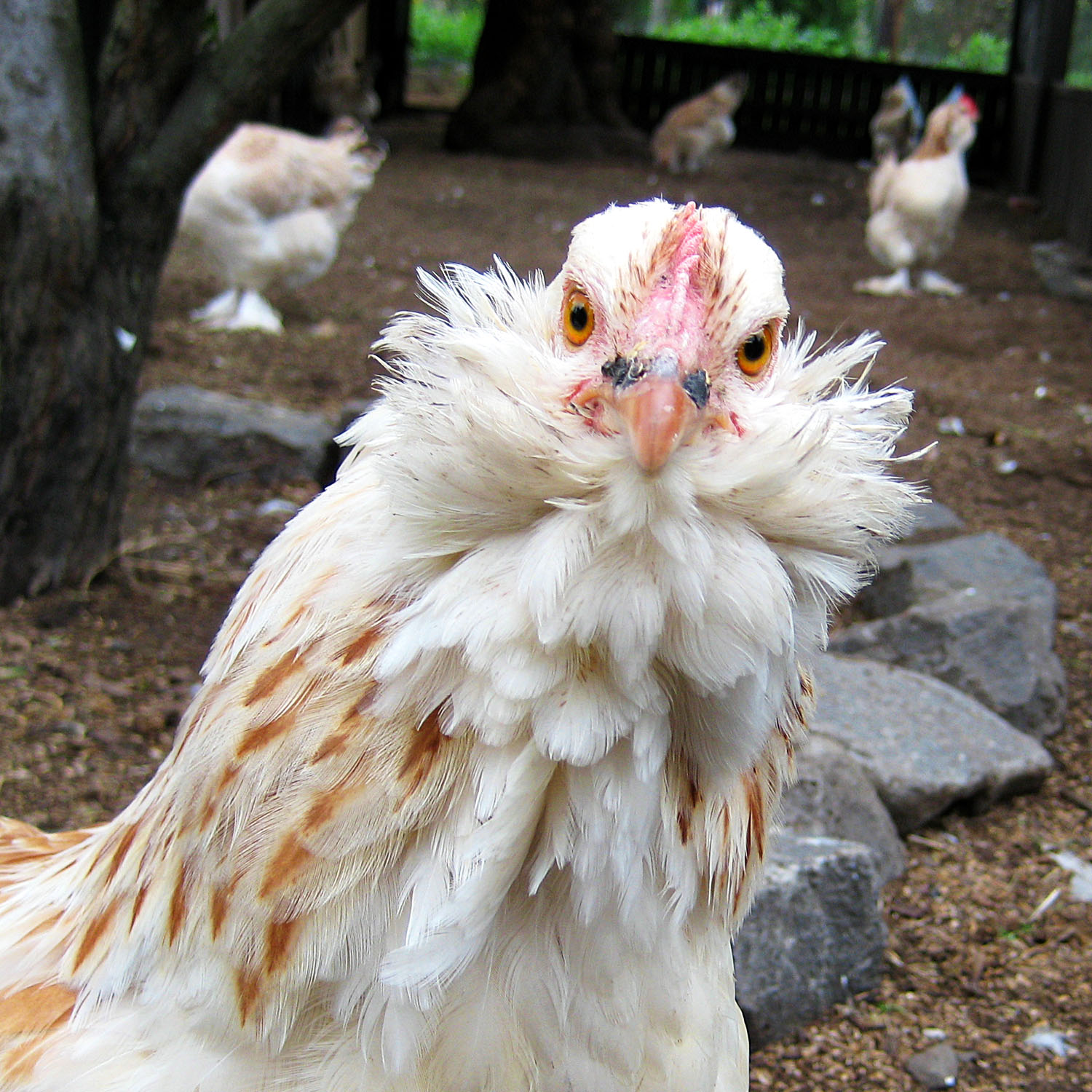
Một con gà Faverolles

Gà Faverolles là một giống gà có nguồn gốc từ nước Pháp. Giống gà này được phát triển vào những năm 1860 ở miền bắc và miền trung nước Pháp, gần các làng Houdan và Faverolles. Giống gà này được đặt tên theo ngôi làng thứ hai là Faverolles mà không phải là Faverolle. Gà Faverolles ban đầu được nuôi ở Pháp như một loại gà tiện dụng, được sử dụng cho cả việc nuôi lấy trứng gà và nuôi lấy thịt gà nhưng hiện nay chúng chủ yếu được nuôi để triển lãm như những con gà kiểng. Khi gà Faverolles đến Anh vào năm 1886, giống gà này được thay đổi, cải tiến để đáp ứng các tiêu chuẩn triển lãm, các nhà lai tạo người Anh đã phát triển một dòng gà Faverolles với lông đuôi dài hơn, có chiều cao hơn so với người anh em họ của chúng ở Đức và Pháp.

## Đặc điểm
Gà Faverolles được phân loại như một giống gà nặng ký lớn xác và có râu, lông, chân lông và năm ngón chân mỗi cặp giò, chứ không phải là bốn ngón bình thường. Gà Faverolles đã thích ứng tốt trong điều kiện chăn nuôi giam cầm và chăn nuôi thả vườn. Khi lồng gà bắt đầu được sử dụng ngay từ đầu thế kỷ XX, gà Faverolles đã dung nạp sự giam cầm gần hơn tốt hơn cả giống gà Houdan. Do đó, gà Faverolles là giống gà chính trong việc sản xuất trứng cho thị trường Paris vào đầu thế kỷ này. Mặc dù chủ yếu giữ ngày nay chúng được nuôi như một giống trang trí và triển lãm, nó vẫn là một con gà mái đẻ trứng tuyệt vời, cũng như một con gà có chất lượng thịt thơm ngon. Màu phổ biến nhất là lông màu cá hồi (Salmon). Bộ lông cá hồi của con mái chủ yếu là màu nâu và màu trắng kem. Những con trống thì tối màu hơn, với lông vũ màu đen, nâu và màu rơm.
Các giống khác, bao gồm những biến thể trắng, đen, lông chồn ermine, cúc cu, tóe (splash) và màu xanh cũng tồn tại trong tổng thể các biến thể của giống gà này. Gà mái là những bà mẹ đẻ trứng sai (đẻ nhiều) vào mùa đông và những quả trứng có kích thước trung bình, màu nâu nhạt đến trứng màu hồng nhạt. Một số con gà trống là yên tĩnh nhất của tất cả các giống và gà Faverolles cũng được biết đến với sự ngoan ngoãn của chúng một cách cực kỳ. Kết quả là, chúng có xu hướng bị bắt nạt trong một đàn hỗn hợp gồm các giống để được như vậy vì sự nhẹ nhàng và thân thiện. Chúng sẽ phát triển mạnh trong các nhóm với các con gà Faverolles khác, hoặc có lẽ với các giống gà ngoan khác như gà Sussex.
Bởi vì sự dịu dàng của gà Faverolles đã trở thành một giống gà phổ biến để giữ như một con vật cưng (gà kiểng), đặc biệt là cho trẻ em. Chúng cũng được hưởng sự phổ biến ngày càng tăng với những người nuôi những đàn gia cầm nhỏ, những người ủng hộ giống gà mục đích kép phù hợp với cả sản xuất trứng và sử dụng để làm thịt gà. Gà Faverolles được coi là những cỗ máy đẻ trứng hiệu quả, khi được chăm sóc tốt, gà mái Faverolles sẽ đẻ khoảng bốn quả trứng mỗi tuần.
Theo tiêu chuẩn của Câu lạc bộ gia cầm Anh, gà trống Faverolles của Anh sẽ nặng từ 4,08–4,98 kg (9–11 lb), gà trống choai thì nặng từ 3,4–4,53 kg (7,5–10,0 lb), gà mái sẽ năng từ 3,4–4,3 kg (7,5–9,5 lb) và gà tơ thì nặng 3.17–4.08 kg (7–9 lb); gà tre (bantam)nặng từ 1130–1360 g và gà mái tơ thì nặng từ 907-1133g. Tiêu chuẩn Úc và Hoa Kỳ chấp nhận cho một con gà hơi nhỏ con hơn, nhưng vẫn là một con gà tương đối lớn xác. Tiêu chuẩn Úc quy định rằng trọng lượng gà từ tám đến mười pound, gà mái sáu và một nửa đến tám pound rưỡi. Tiêu chuẩn Hiệp hội Gia cầm Mỹ cho gà trống là 8 lb (4 kg) và gà mái là 6 lb (3 kg). Trong khi đó, tiêu chuẩn của Pháp cho giống gà này là 3,5–4.0 kg (8–9 lb) và gà mái là 2,8–3,5 kg (6–8 lb).